# Orchomene rossi
Orchomene rossi är en kräftdjursart som först beskrevs av Walker 1903.  Orchomene rossi ingår i släktet Orchomene och familjen Lysianassidae. Inga underarter finns listade i Catalogue of Life.